# Kisielice (gmina)
Kisielice – gmina miejsko-wiejska w województwie warmińsko-mazurskim, w powiecie iławskim. W latach 1975–1998 gmina położona była w województwie elbląskim.
Siedziba gminy to Kisielice.
Według danych z 30 czerwca 2004 gminę zamieszkiwały 6232 osoby. Natomiast według danych z 31 grudnia 2019 roku gminę zamieszkiwało 5997 osób.

## Struktura powierzchni
Według danych z roku 2002 gmina Kisielice ma obszar 172,8 km², w tym:
- użytki rolne: 72%
- użytki leśne: 12%

Gmina stanowi 12,48% powierzchni powiatu.

## Demografia

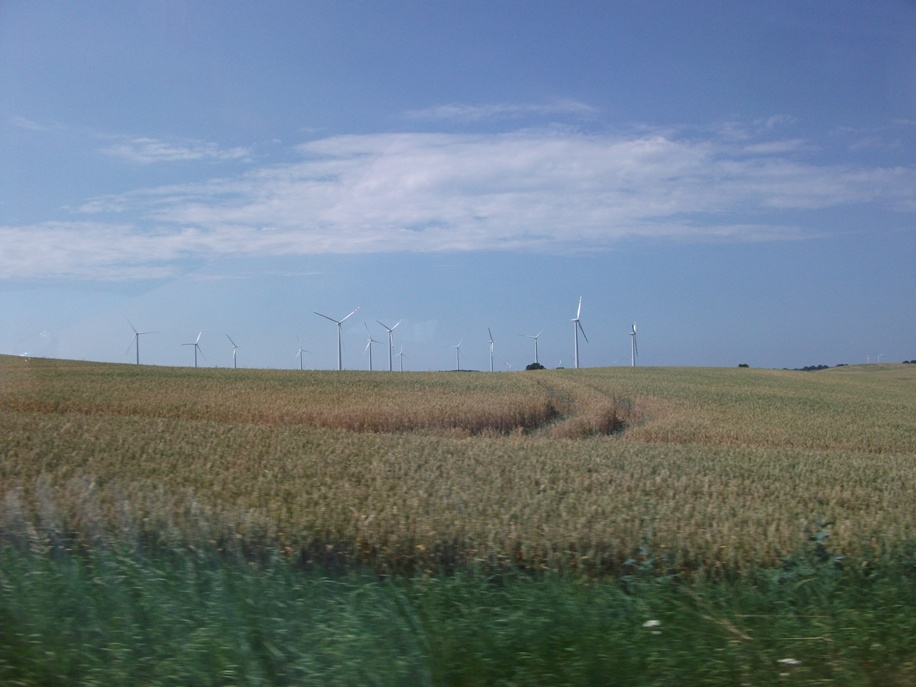
Elektrownia wiatrowa koło Kisielic

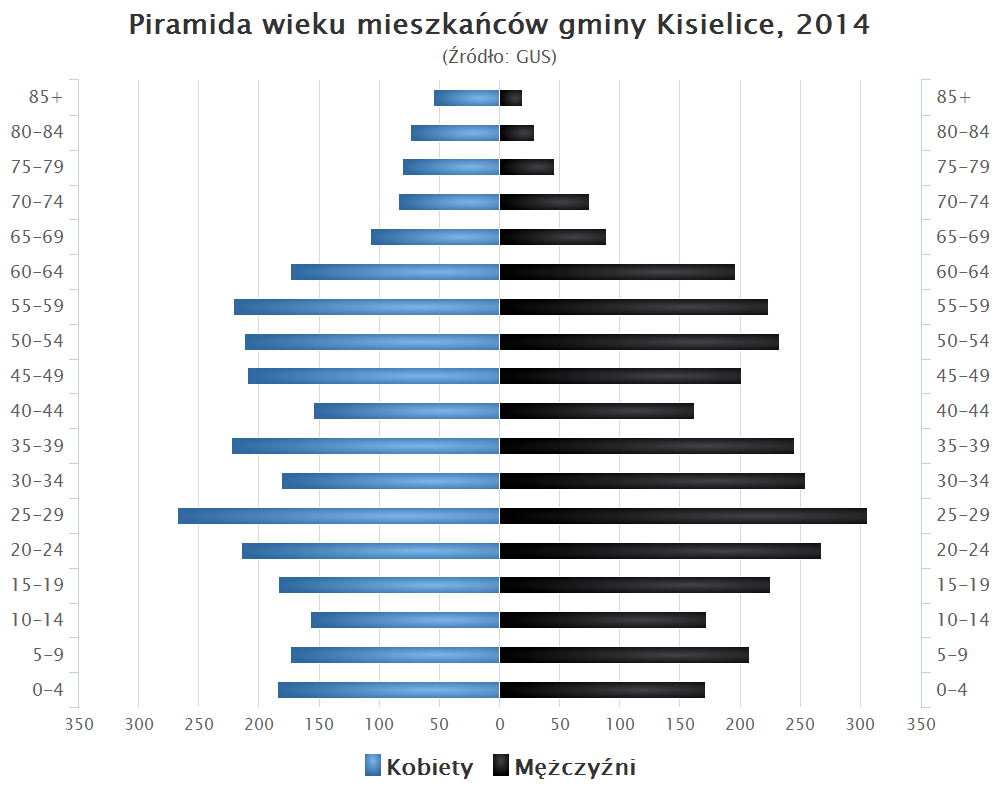
Piramida wieku mieszkańców gminy Kisielice w 2014 roku

Dane z 30 czerwca 2004:
| Opis                              | Ogółem | Ogółem | Kobiety | Kobiety | Mężczyźni | Mężczyźni |
| --------------------------------- | ------ | ------ | ------- | ------- | --------- | --------- |
| jednostka                         | osób   | %      | osób    | %       | osób      | %         |
| populacja                         | 6232   | 100    | 3077    | 49,4    | 3155      | 50,6      |
| gęstość zaludnienia (mieszk./km²) | 36,1   | 36,1   | 17,8    | 17,8    | 18,3      | 18,3      |

## Sołectwa
Biskupiczki, Butowo, Goryń, Jędrychowo, Kantowo, Klimy, Krzywka, Limża, Łęgowo, Łodygowo, Ogrodzieniec, Pławty Wielkie, Sobiewola, Trupel, Wola.

## Pozostałe miejscowości
Galinowo, Kantowo, Łęgowo (osada), Nojdek, Nowy Folwark, Stary Folwark, Wałdowo.

## Transport drogowy
Przez teren gminy przebiega droga S16 i droga krajowa nr 16 (Dolna Grupa – Grudziądz – Kisielice – Iława – Olsztyn – Ełk – Augustów – Ogrodniki granica państwa z Litwą)

## Sąsiednie gminy
Biskupiec, Gardeja, Iława, Łasin, Prabuty, Susz